# Giraffomorpha
A Giraffomorpha az emlősök (Mammalia) osztályába és a párosujjú patások (Artiodactyla) rendjébe tartozó részalrend.

## Rendszerezés
A részalrendbe az alábbi 1 öregcsalád, 2 élő család és 2 fosszilis család tartozik:
- Giraffoidea
  - villásszarvúantilop-félék (Antilocapridae) J. E. Gray, 1866[1][2]
  - †Climacoceratidae Hamilton, 1978
  - zsiráffélék (Giraffidae) J. E. Gray, 1821[3][4]

- Incertae sedis (az alábbi család nincs öregcsaládba foglalva):
  - †Palaeomerycidae Lydekker, 1883[5][6][7][8]